# Tiro esportivo nos Jogos Pan-Americanos de 1967
As competições de tiro esportivo nos Jogos Pan-Americanos de 1967 foram realizadas em Winnipeg, no Canadá. Treze eventos concederam medalhas, sendo todos masculinos.

## Medalhistas
Masculino
| Evento                                                         | Ouro                                 | Prata                                  | Bronze                           |
| -------------------------------------------------------------- | ------------------------------------ | -------------------------------------- | -------------------------------- |
| Tiro rápido 25 m detalhes                                      | William McMillan USA Estados Unidos  | Alirio Maya COL Colômbia               | Edward Teague USA Estados Unidos |
| Pistola 50 m detalhes                                          | Hershel Anderson USA Estados Unidos  | Javier Perefrina MEX México            | Edgar Espinosa VEN Venezuela     |
| Pistola de fogo central 25 m detalhes                          | Francis Higginson USA Estados Unidos | William Blackenship USA Estados Unidos | Jules Sobrian CAN Canadá         |
| Carabina três posições 50 m detalhes                           | Margaret Thompson USA Estados Unidos | Gerald Ouellette CAN Canadá            | Gary Anderson USA Estados Unidos |
| Carabina deitado 50 m detalhes                                 | Alfons Mayer CAN Canadá              | Rhody Normberg USA Estados Unidos      | Olegario Vázquez MEX México      |
| Skeet detalhes                                                 | Allen Morrison USA Estados Unidos    | Robert Schuehle USA Estados Unidos     | Delfín Gómez CUB Cuba            |
| Tiro rápido 25 m por equipes detalhes                          | USA Estados Unidos                   | VEN Venezuela                          | MEX México                       |
| Pistola 50 m por equipes detalhes                              | USA Estados Unidos                   | CUB Cuba                               | MEX México                       |
| Pistola de fogo central 25 m por equipes detalhes              | USA Estados Unidos                   | CAN Canadá                             | VEN Venezuela                    |
| Carabina três posições 50 m por equipes detalhes               | USA Estados Unidos                   | CAN Canadá                             | MEX México                       |
| Carabina deitado 50 m por equipes detalhes                     | USA Estados Unidos                   | CAN Canadá                             | MEX México                       |
| Carabina de alto poder três posições 50 m por equipes detalhes | USA Estados Unidos                   | ARG Argentina                          | BRA Brasil                       |
| Skeet por equipes detalhes                                     | USA Estados Unidos                   | CUB Cuba                               | CHI Chile                        |

## Quadro de medalhas
| Ordem | País               | Medalha de ouro | Medalha de prata | Medalha de bronze |    |
| ----- | ------------------ | --------------- | ---------------- | ----------------- | -- |
| 1     | USA Estados Unidos | 12              | 3                | 2                 | 17 |
| 2     | CAN Canadá         | 1               | 4                | 1                 | 6  |
| 3     | CUB Cuba           |                 | 2                | 1                 | 3  |
| 4     | MEX México         |                 | 1                | 5                 | 6  |
| 5     | VEN Venezuela      |                 | 1                | 2                 | 3  |
| 6     | ARG Argentina      |                 | 1                |                   | 1  |
|       | COL Colômbia       |                 | 1                |                   | 1  |
| 8     | BRA Brasil         |                 |                  | 1                 | 1  |
|       | CHI Chile          |                 |                  | 1                 | 1  |
| TOTAL | TOTAL              | 13              | 13               | 13                | 39 |

## Ligação externa
- Jogos Pan-Americanos de 1967